# Rezerwat przyrody Jezioro Koskowickie
Rezerwat przyrody „Jezioro Koskowickie” – rezerwat wodny położony na terenie powiatu legnickiego, w gminie Legnickie Pole.
Obszar chroniony utworzony został w 2004 r. w celu zachowania ze względów przyrodniczych, naukowych, dydaktycznych, krajobrazowych i turystycznych naturalnego zbiornika wodnego z bogatą, lęgową populacją ptaków wodno-błotnych, chronionymi gatunkami ryb, dużym zbiorowiskiem szuwarowym i dobrze wykształconym zespołem narecznicy błotnej i oczeretu jeziornego. Rezerwat położony jest poza granicami innych obszarów ochrony przyrody, posiada natomiast otulinę obejmującą południowe brzegi zbiornika. W rezerwacie zlokalizowane jest 7 pomników drzew.
Rezerwat o powierzchni 63,79 ha (22,27 ha otuliny) obejmuje płytkie i eutroficzne Jezioro Koskowickie oraz jego brzegi. Jezioro stanowi część Pojezierza Legnickiego, zespołu najstarszych jezior polodowcowych w Polsce i jedynego pojezierza na Śląsku. Większość rezerwatu zajmuje otwarta tafla zbiornika – litoral jeziora ogranicza się zasadniczo tylko do zbiorowiska szuwarowego stanowiącego jednak ponad 10% chronionego obszaru. Trzcinowisko Jeziora Koskowickiego należy do największych na Dolnym Śląsku. Zbiorowiska roślinne rezerwatu nie tworzą chronionych siedlisk przyrodniczych, nie występują tu również chronione gatunki roślin. W otulinie rezerwatu, na półwyspie wytworzyła się murawa napiaskowa ze stanowiskiem chronionej centurii pospolitej. Rezerwat nie posiada pełnego spisu flory.
Walory faunistyczne rezerwatu obejmują przede wszystkim zgrupowanie ryb i ptaków. Ichtiofauna zbiornika to ok. 20 gatunków, w tym chroniona różanka i piskorz. Awifauna lęgowa jeziora obejmuje ok. 30 w większości chronionych gatunków, w tym rzadkiego na Śląsku bąka, zielonkę i wąsatkę. Do końca XX w. zbiornik był istotnym żerowiskiem i noclegowiskiem ptaków w okresie pozalęgowym, jednak wraz ze wzrostem rekreacyjnego wykorzystania jego brzegów stracił na znaczeniu jako ostoja ptaków migrujących.
Teren rezerwatu jest intensywnie wykorzystywany rekreacyjnie, co przyczynia się do niszczenia nadbrzeżnej roślinności i zaśmiecania brzegów. Jednym z głównych zagrożeń jest niekontrolowana presja wędkarska obejmująca ruch pojazdów mechanicznych na brzegu jeziora, budowę i eksploatację pomostów oraz użytkowanie przystani dla łodzi. Wody jeziora są zanieczyszczane przez spływ nawozów z pól uprawnych dominujących w jego zlewni.